# Átalo I
Átalo I Sóter foi rei de Pérgamo entre 241 e 197 a.C.
Era primo e filho adotivo de Eumenes I, a quem sucedeu, dando origem à dinastia atálida. Os seus pais foram Átalo e Antioquis, princesa do Império Selêucida. Em seu reinado foram contidas as invasões dos gálatas, que por mais de uma geração vinham amedrontando e saqueando a Ásia Menor. Era um general capaz e corajoso, e um aliado leal da Roma Antiga, tendo desempenhado um papel importante nas Guerras Macedônicas contra Filipe V da Macedônia, conduzindo diversas operações navais no mar Egeu. Como resultado acumulou fortuna em botins de guerra, e conquistou para Pérgamo a ilha de Egina.
Morreu com 72 anos, enquanto estava reunido com o conselho de guerra da Beócia pouco antes do fim da segunda das guerras macedônicas. Teve uma vida familiar feliz com sua esposa e quatro filhos. Foi sucedido por um deles, Eumenes II.

## Biografia

### Juventude
Não se sabe muito sobre os primeiros anos de Átalo. Sabe-se que o seu pai era Átalo, filho do epónimo da dinastia, e da princesa síria Antioquia. Avô paterno de Átalo I, irmão de Filetero, fundador da dinastia, e de Eumenes, pai de Eumenes I. O pai de Átalo I é mencionado, junto com os seus tios, entre os doadores de Delfos; tinha fama de excelente cocheiro, chegando a vencer em Olímpia, tanto que foi homenageado com uma estátua em Pérgamo.
Átalo I era jovem quando o seu pai morreu, antes de 241 a.C.; foi posteriormente adotado por Eumenes I, designado herdeiro da dinastia.
A mãe de Átalo, Antioquis, provavelmente pertencia à família real dos Selêucidas, sendo talvez neta de Seleuco I Nicátor; com seu casamento com o pai de Átalo, Filetário provavelmente fortaleceu o seu poder. Esta interpretação também é consistente com a hipótese de que o pai de Átalo foi o herdeiro designado de Filetário, mas que foi sucedido por Eumenes porque Átalo I era muito jovem quando o seu pai morreu.

### Vitória sobre os Gálatas

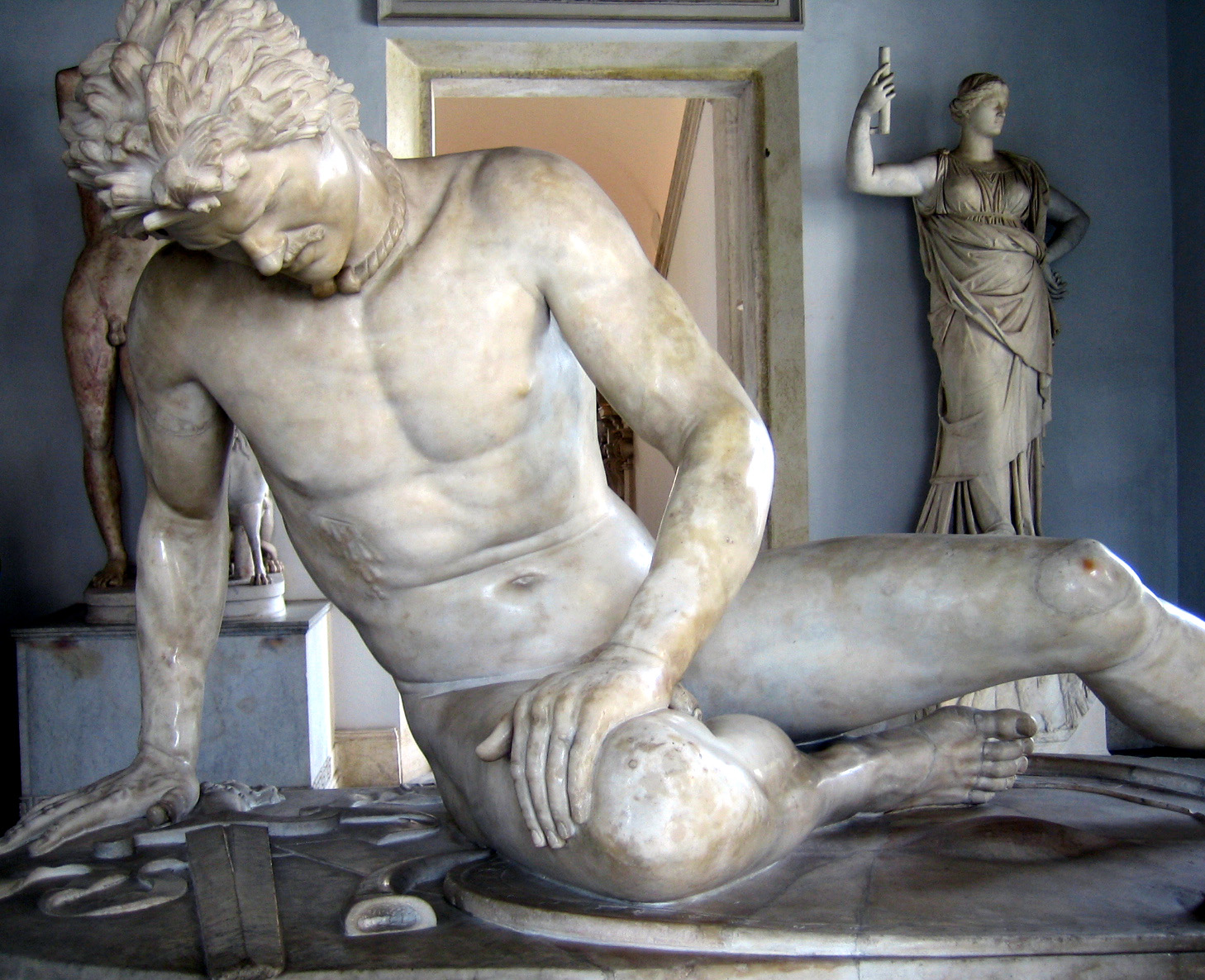
O Gaulês moribundo (Museus Capitolinos, Roma)

Pouco se sabe sobre o início do reinado de Átalo. O principal evento registrado da época foi uma batalha com os gálatas. De acordo com o escritor grego Pausânias do século II, «a maior das suas façanhas» foi a derrota dos gálatas. Os gálatas eram imigrantes celtas da Trácia , que recentemente se estabeleceram na Galácia , na Ásia Menor central , e a quem os romanos e gregos chamavam de gauleses, associando-os aos celtas do que hoje é a França, Suíça e norte da Itália. Desde a época de Filetero, tio de Eumenes I e primeiro governante dos atálidas, os Gálatas constituíram um problema para Pérgamo, na verdade, para toda a Ásia Menor, exigindo tributo para evitar guerra ou outras repercussões. Eumenes I provavelmente lidou com a ameaça dos gálatas pagando-lhes tributo, como fizeram outros governantes asiáticos; Átalo, pelo contrário, recusou-se a pagá-los, o primeiro de todos os governantes da Ásia Menor. Quando os gálatas foram à guerra contra Pérgamo, Átalo encontrou-os perto das nascentes do rio Caico  onde obteve uma vitória decisiva; seguindo o exemplo de Antíoco I, Átalo então assumiu o título de Sóter, "Salvador", e assumiu o título de rei.
A vitória tornou Átalo uma lenda: nasceu até um boato, relatado por Pausânias, sobre um oráculo que havia previsto os acontecimentos uma geração antes, no qual um «filho de um touro», que Pausânias especifica ser Átalo como «ele foi definido com chifres de boi por outro oráculo", teria trazido "um dia de destruição" ao "exército devastador dos gauleses".
Um monumento triunfal foi erguido na acrópole de Pérgamo para comemorar a batalha, incluindo a famosa estátua dos gaulês moribundo.

### Conquistas na Ásia Menor seléucida

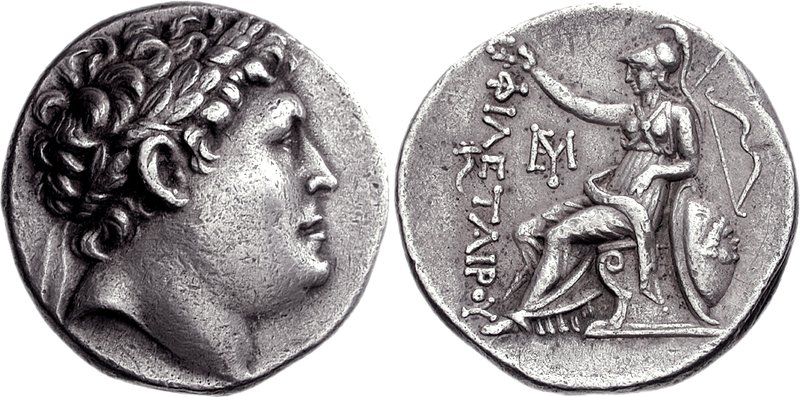
Moeda cunhada sob Átalo I representando o perfil do tio-avô de Átalo, Filetário, no anverso e Atena sentada no reverso

Vários anos após sua primeira vitória sobre os «gauleses», Pérgamo foi atacado pelos gálatas e o seu aliado Antíoco Hierax, irmão mais novo de Seleuco II Calínico e governante dos territórios Selêucidas em Ásia Menor, que governou a partir de sua capital em Sárdis. Átalo derrotou os celtas e Antíoco primeiro na Batalha de Afrodísio e depois numa segunda batalha no leste. Mais tarde, ele continuou a guerra contra Antíoco sozinho, enfrentando-o em batalha e derrotando-o repetidamente: na Frígia Helespôntica, onde Antíoco provavelmente procurou refúgio com o seu sogro Zielas, rei da Bitínia; perto de Sárdis, na primavera de 228 a.C.; finalmente ao sul, em Cária, nas margens do Arpaso, afluente do Meandro..
Após essas vitórias, Átalo ganhou controle sobre toda a Ásia Menor Selêucida ao norte das Montes Tauro; mais tarde, ele conseguiu defender essas conquistas das repetidas tentativas de reconquista tentadas por Seleuco III Cerauno, filho e sucessor de Seleuco II, até que o próprio Seleuco III cruzou o Tauro com o seu exército, apenas para ser assassinado em 223 a.C.
Aqueu, o general que acompanhou Seleuco III, assumiu o controle do exército selêucida. Embora lhe tenha sido oferecido o reino, Aqueu recusou em favor do irmão mais novo de Seleuco, Antíoco III, que em troca nomeou o governador geral da Ásia Menor selêucida ao norte de Touro: em dois anos Aqueu reconquistou todo o território selêucida perdido, «encerrou Átalo dentro dos muros de Pérgamo», e assumiu o título de rei.
Após um período de paz em 218 a.C. Átalo aproveitou o fato de Aqueu estar envolvido em uma expedição a Selge (ao sul do Tauro) para reconquistar os territórios perdidos com a ajuda dos Gauleses da Trácia. Quando Aqueu retornou de Selge, em 217 a.C., ele retomou as hostilidades contra Átalo.
Antíoco, após ter feito aliança com Átalo, cruzou o Touro em 216 a.C. e atacou Aqueu, sitiando Sárdis, conseguindo conquistar a cidade em 214 a.C., durante o segundo ano do cerco, embora a cidadela permanecesse sob o controle de Aqueu. Enganado por uma falsa tentativa de resgate, Aqueu foi capturado e condenado à morte, e a cidadela se rendeu. Em 213 a.C. Antíoco recuperou o controle de todas as províncias selêucidas da Ásia.

### Primeira guerra macedónica

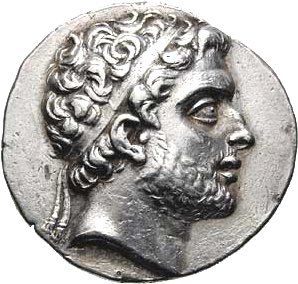
Perfil de Filipe V da Macedónia, de uma das suas moedas

Átalo, reduzido ao leste, voltou a atenção para o oeste. Provavelmente preocupado com as ambições de Filipe V da Macedônia, Átalo aliou-se, antes de 219 a.C., aos inimigos de Filipe, a Liga Etólia, que reunia os estados gregos da região central da Etólia; Átalo até financiou a fortificação de Eleu, uma fortaleza etólia em Calidão, perto da foz do rio Aqueloo.
A aliança de Filipe com Aníbal e Cartago (215 a.C.) também preocupou a República Romana, na época envolvida na Segunda Guerra Púnica. Em 211 foi assinado um tratado entre Roma e a Liga Etólia, que previa a possibilidade de envolver alguns aliados da liga, incluindo Átalo. Átalo foi eleito como um dos dois estrategos («general») da Liga Etólia, e em 210 AC. suas tropas provavelmente estiveram envolvidas na captura de ilha de Egina, que foi então dada a ele como base para suas operações na Grécia.
Na primavera seguinte (209 a.C.), Filipe marchou para o sul, para a Grécia. Sob o comando de Pírrias, colega de Átalo, os aliados perderam duas batalhas em Lâmia. Átalo foi para a Grécia em julho e foi acompanhado em Egina pelo romano procônsul Públio Sulpício Galba Máximo, que passou o inverno lá. No verão seguinte (208 a.C), a frota composta por 35 navios pergamena e 25 navios romanos não conseguiu tomar a posse macedónica de Lemnos, mas ocupou e saqueou o interior da ilha de Pepareto (Escópelos), também macedónica. Átalo e Sulpício participaram da reunião do Conselho dos Etólios em Heracleia Traquínia, onde os romanos tomaram partido contra a proposta de acordar paz com Filipe. Quando as hostilidades recomeçaram, saquearam Oreo, na costa setentrional de Eubeia, e Opo, a principal cidade oriental de Lócrida. A pilhagem de Oreu ficou a cargo de Sulpício, que voltou para lá, enquanto Átalo permaneceu para recolher os despojos de Opo. Filipe aproveitou a divisão das forças aliadas para atacar Opo; Átalo, pego de surpresa, mal conseguiu escapar e voltar para os seus navios.
Átalo foi forçado a retornar à Ásia porque, enquanto estava em Opo, soube que o rei da Bitínia Prúsias I, instigado por Filipe, a quem estava ligado por um casamento dinástico, estava atacando Pérgamo. Pouco depois, os romanos também abandonaram a Grécia para se concentrarem contra Aníbal, tendo conseguido impedir que Filipe enviasse ajuda ao general cartaginês.
Em 206 a.C. a Liga Etólia pediu paz aos macedónios, que a concederam nas condições impostas por Filipe. Em 205 a.C., a paz de Fenice pôs fim à Primeira Guerra Macedónica e ao confronto entre Prúsias e Átalo, que mantinham o controle sobre Egina.